# Argema mittrei
Argema mittrei är en fjärilsart som beskrevs av Félix Édouard Guérin-Méneville 1846. Argema mittrei ingår i släktet Argema och familjen påfågelsspinnare. Inga underarter finns listade i Catalogue of Life.

## Bildgalleri

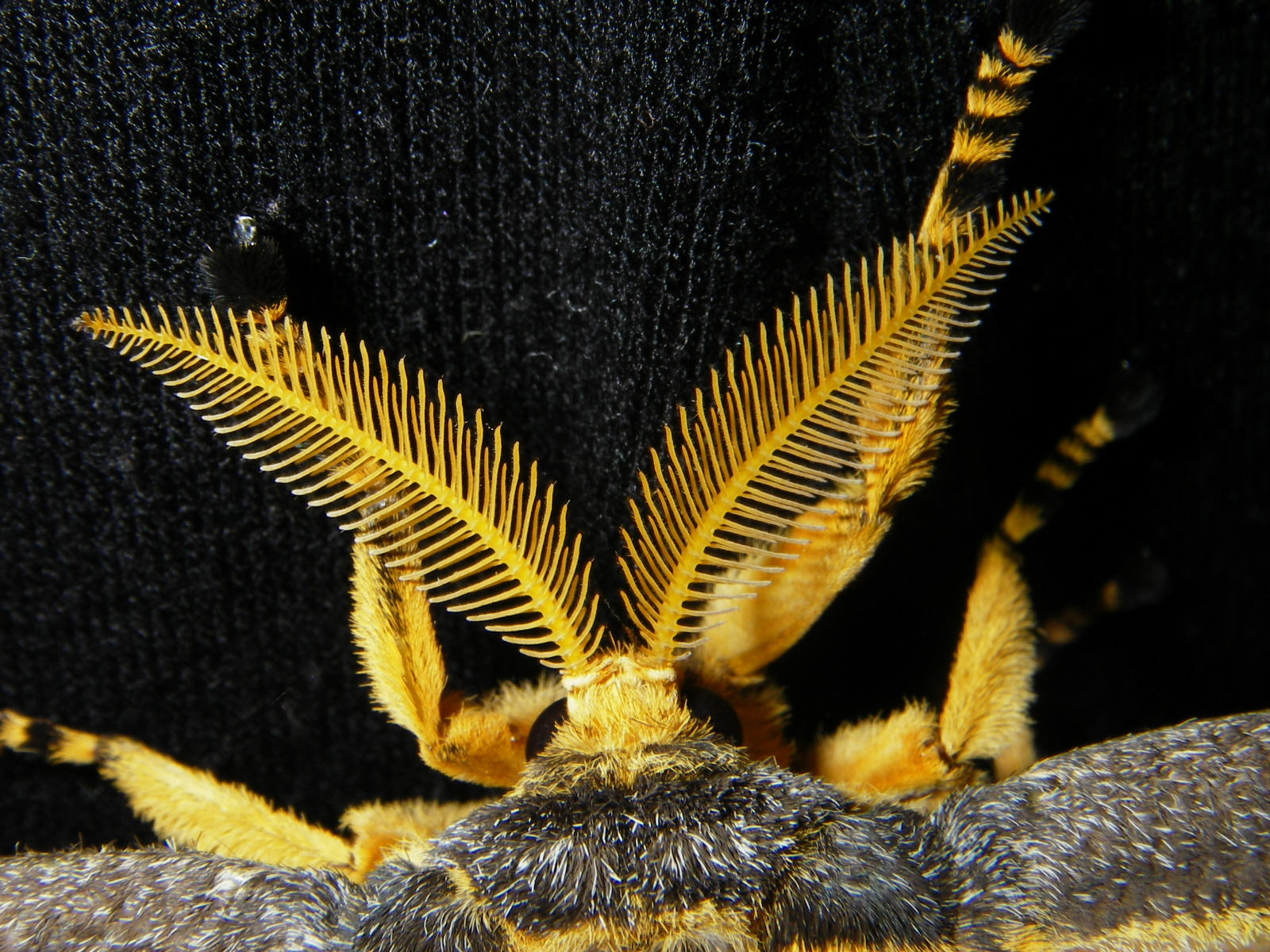
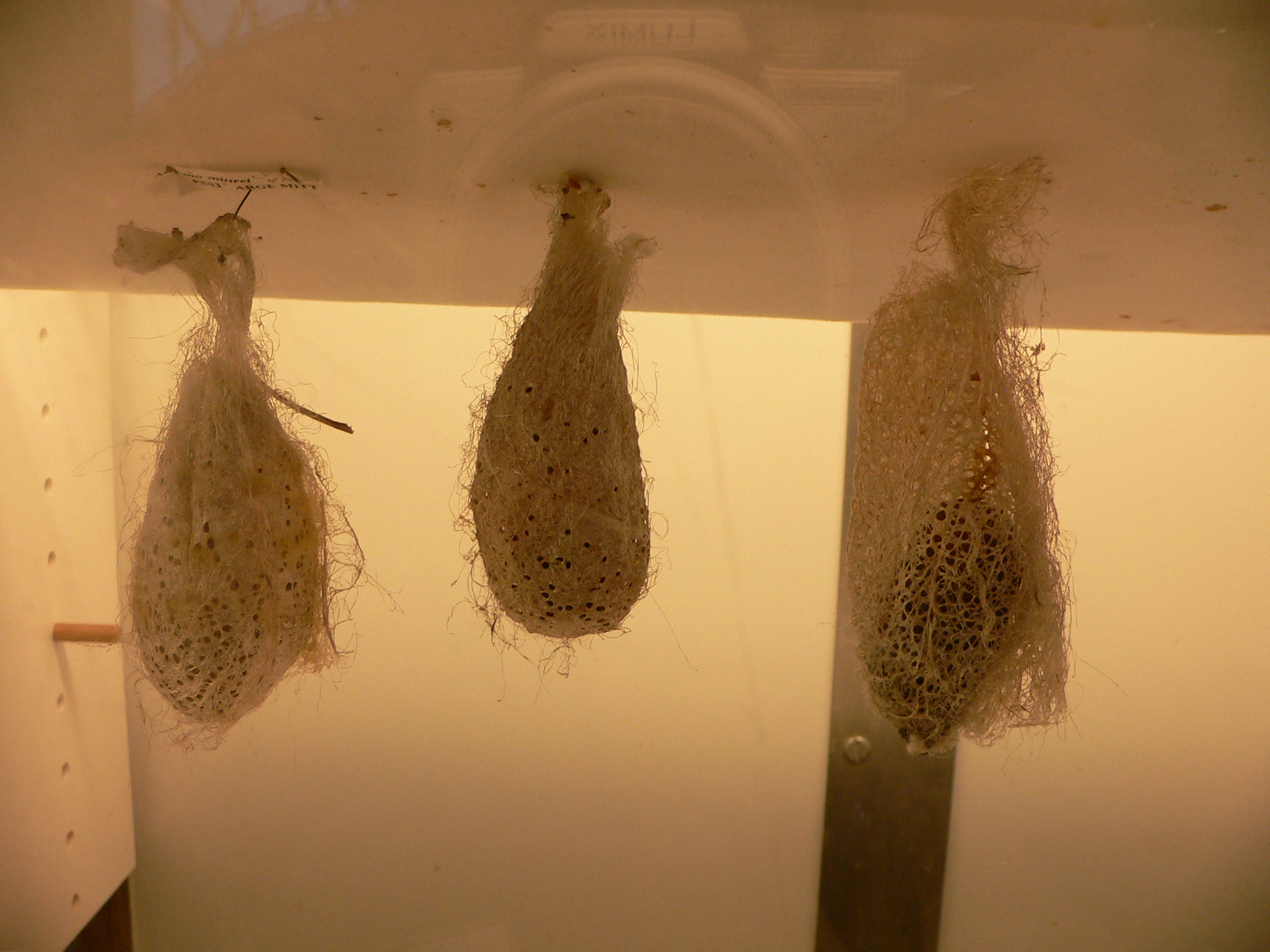
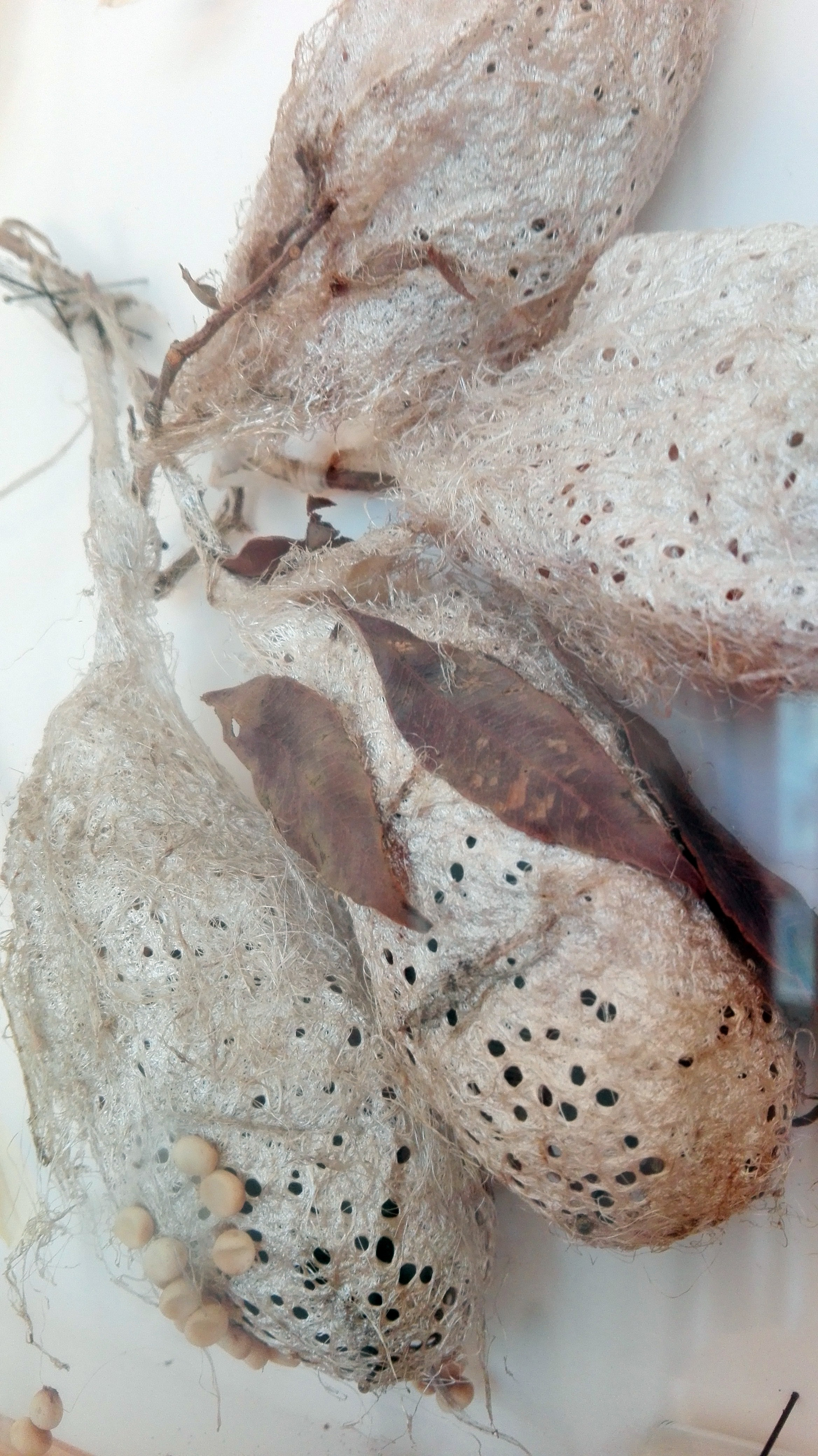
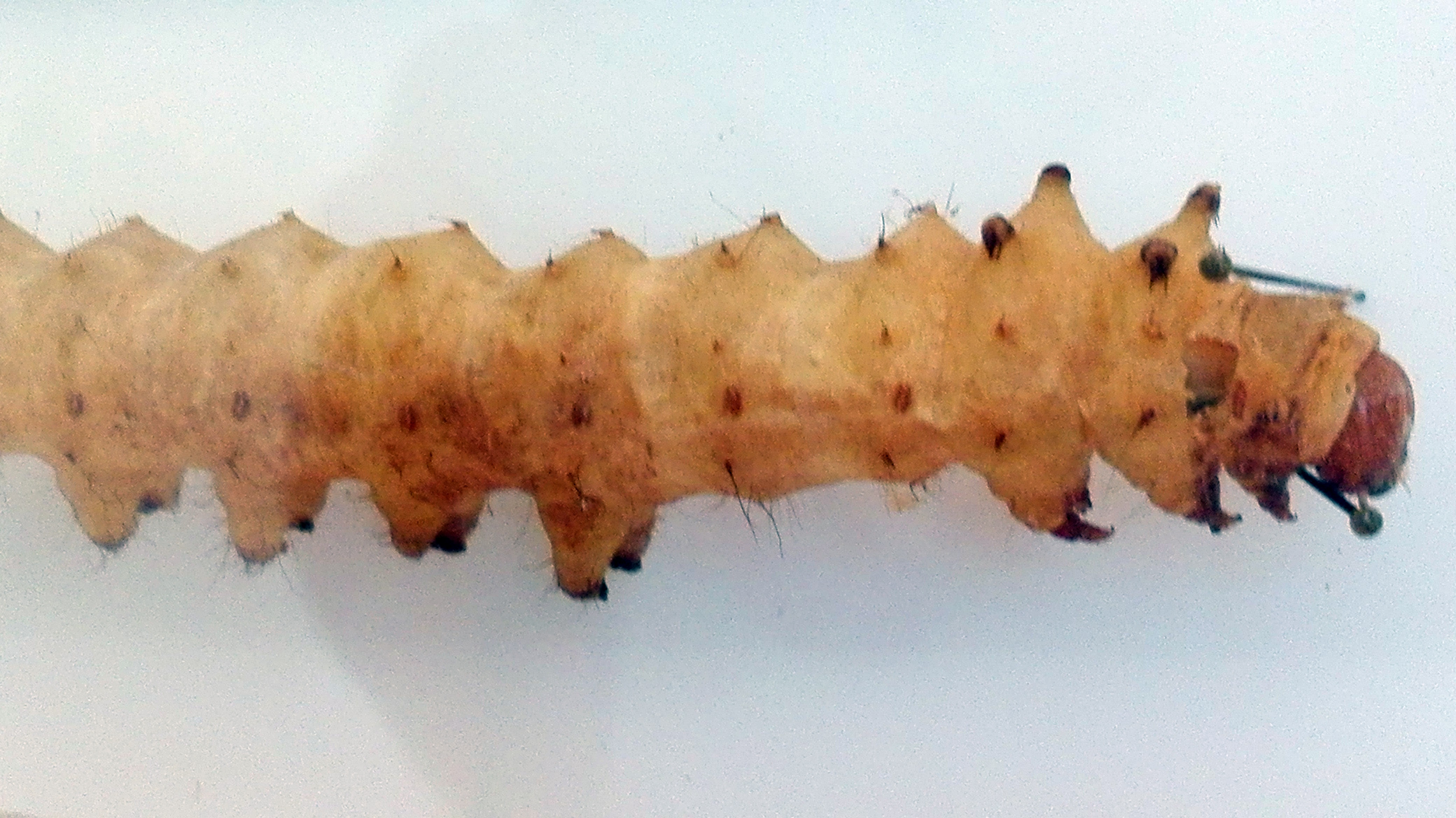